# Aus den Liedern verschiedener Völker
Aus den Liedern verschiedener Völker (WoO 158) ist eine Liedersammlung bestehend aus insgesamt 36 Liedern für Singstimmen und Klaviertrio des Komponisten Ludwig van Beethoven, die im Auftrag des Edinburgher Verlegers George Thomson in den Jahren 1815 bis 1816 sowie 1817 oder 1818 in Wien entstanden.

## Allgemeines
Im 19. Jahrhundert wurde die Sehnsucht nach der unverdorbenen Natürlichkeit der Stimme des Volkes geradezu modisch. Die Begeisterung für die eigene Volksmusik hat auf den traditionsbewussten britischen Inseln früher und stärker eingesetzt als auf dem Kontinent. Schon vor der Mitte des 18. Jahrhunderts erregten etwa einige walisische Harfenspieler mit dem Vortrag von Volksliedern ihrer Heimat die Aufmerksamkeit der Londoner Musikszene. Einfachheit, Unmittelbarkeit, Erhabenheit, Natur: vieles, was man von einer Kunst forderte, die sich dem aristokratischen Prunk der Barockzeit entgegenstellen sollte, meinte man in der Volksdichtung und im Volkslied zu finden.

## Entstehungsgeschichte
Für Ludwig van Beethoven standen klar materielle Fragen im Zentrum seines Interesses, als er dem Edinburgher Verleger George Thomson 1806 auf dessen Anfrage zusagte, zunächst einige schottische und walisische Volkslieder zu arrangieren. Die Inflation und Beethovens Versuche, einen aristokratischen Lebensstil zu pflegen, hatten seinen Geldbedarf erhöht, und daher gab er, als er vier Jahre später endlich mit der Arbeit begann, Thomson gegenüber den Tarif bekannt, seinen eigenen Marktwert dabei genau abmessend: Vier Dukaten pro Lied sollten es sein, so viel, wie Joseph Haydn erhalten hatte: „Haydn selbst versicherte mir, daß er für jedes Lied 4 Dukaten erhalten hat, obwohl er nur für das Cembalo und eine Violine schrieb, ohne Ritornell und ohne Violoncello. Was Herrn Kozeluch betrifft, der ihnen jedes Lied mit Begleitung für 2 Dukaten liefert, meinen Glückwunsch … Ich meinerseits halte mich Herrn Kozeluch (Miserabilis) in dieser Musikgattung überlegen.“
Immerhin äußern sich hier gleich nach dem Feilschen um die Kosten pro Arrangement-Stimme auch Überlegungen zur musikalischen Qualität. Wenig später zeigte Beethoven auch wieder die gewohnte Unnachgiebigkeit in künstlerischen Fragen: Als Thomson sich beschwerte, einige der Lieder seien für das Amateurpublikum, dem sie zugedacht waren, zu schwierig, und um Vereinfachung bat, antwortete Beethoven beleidigt: “Ich kann leider Ihren Wunsch nicht erfüllen. Ich pflege meine Kompositionen nicht zu retouchieren. Ich habe es nie gemacht, da ich mir darüber gewiß bin, daß die kleinste Änderung den gesamten Charakter der Komposition verändert.”
Die Lieder entstanden in mehreren Etappen in den Jahren 1815 bis 1816 sowie 1817 oder 1818.
Thomson klagte noch 1821 in einem Brief an einen Freund: „Ich gebe mich nicht der Erwartung hin, jemals einen Gewinn aus dem zu ziehen, was Beethoven für mich geleistet hat; er komponiert für die Nachwelt. Ich hatte gehofft, sein Genius würde sich hinabneigen und sich dem schlichten Charakter der Nationalmelodien anpassen, doch er erwies sich im allgemeinen als zu gelehrt und zu exzentrisch für meine Zwecke und alle meine Golddukaten … waren weggeworfenes Geld.“

## Liedertitel
- I. Kontinentale Lieder:[2][3]
  - Nr. 1. Ridder Stig tjener i Congens Gaard (dänisch) [dt.: Ritter nah'n dem Königsschloss]
  - Nr. 2. Horch auf, mein Liebchen, ich bin der Gugu
  - Nr. 3. Wegen meiner bleib d'Fräula nur da ganz allein
  - Nr. 4. Wann i in der Früh aufsteh (Tiroler Lied)
  - Nr. 5. I bin a Tyroler Bua (Tiroler Teppichkrämerlied)
  - Nr. 6. A Madel, ja, a Madel (Tiroler Lied)
  - Nr. 7. Wer solche Buema afipackt (Tiroler Lied)
  - Nr. 8. Ih mag di nit nehma du töppeter Hecht (Tiroler Lied)
  - Nr. 9. Oj Oj upiłem się w karczmie (polnisch) [dt.: Auf, auf, ihr Freunde]
  - Nr. 10. Poszła baba po popiał i diabeł je utopił (polnisch) [dt.: Lenz und Liebeswonnen enden]
  - Nr. 11. Já nò quiero embarcarme, pues es (portugiesisch) [dt.: Ich traue nicht den Wogen]
  - Nr. 12. Seus lindos olhos mal que me viram (portugiesisch) [dt.: Als ihre Augen kaum ich gesehen]
  - Nr. 13. Во лесочке комарочков много народилось (russisch) [dt.: In dem Wald, dem grünen Walde]
  - Nr. 14. Ах, реченьки, реченьки, холодные водыньки (russisch) [dt.: Ach, ihr Bächlein, kühlen Wasser]
  - Nr. 15. Как пошли наши подружки в лес по ягоды гулять (russisch) [dt.: Uns're lieben Mädchen gingen Beeren pflücken]
  - Nr. 16. Schöne Minka, ich muss scheiden!
  - Nr. 17. Lilla Carl, sov sött i frid! (schwedisch) [dt.: Schlaf, mein Liebling, schlafe ein]
  - Nr. 18. An ä Bergli bin i gesässe
  - Nr. 19. Una paloma blanca (spanisch) [dt.: Mein Täubchen ist entflogen]
  - Nr. 20. Como la mariposa soy (spanisch) [dt.: Die Rose lockt den Falter]
  - Nr. 21. La tiranna se embarca (spanisch) [dt.: Auf, Gefährten, macht euch bereit!]
  - Nr. 22. Édes kinos emlékezet (ungarisch) [dt.: Nach der Heimat Rebenfluren]
  - Nr. 23. Canzonetta veneziana (italienisch) [dt.: Vom rosigen Munde in zärtlicher Stunde]
- II. Britische Lieder:
  - Nr. 1. Adieu, my lov’d harp (irisch)
  - Nr. 2. Castle O’Neill (irisch)
  - Nr. 3. O was not I a weary wight! (Oh ono chri!) (schottisch)
  - Nr. 4. Red Gleams the Sun on yon Hill Top (schottisch)
  - Nr. 5. Cold Frosty Morning (alternativ: Erin! Oh, Erin!) (schottisch)
  - Nr. 6. O Mary ye’s be clad in Silk (schottisch)
  - Nr. 7. Lament for Owen Roe O’Neill (irisch)
- III. Lieder unbekannter Herkunft:
  - Nr. 1. When my Hero in court appears
  - Nr. 2. Non, non, Colette n’est point trompeuse
  - Nr. 3. Sleep’st thou or wak’st thou
  - Nr. 4. Bonnie wee thing
  - Nr. 5. From thee, Eliza, I must go
  - Nr. 6. Schottisches Lied